# Pierre Dulaine
Pierre Dulaine (de son vrai nom Peter Heney) est un danseur et professeur de danse britannique né en 1944 à Jaffa d’un père irlandais et d’une mère palestinienne, avec lesquels il doit s'exiler en 1948.
Il a commencé à danser à l'âge de 14 ans à Birmingham et est devenu à 21 ans membre de l'Imperial Society of Teachers of Dancing.
Il a rapidement gagné le Duel of the Giants au Royal Albert Hall de Londres.
En 1971, il arrive à New York pour deux semaines de vacances pour, finalement, s'y installer définitivement.
Codirecteur artistique et fondateur de l'American Ballroom Theater Company, il a enseigné à la School of American Ballet (New York City Ballet) et à la Juilliard School au Lincoln Center durant des années.
Pierre Dulaine est le quadruple vainqueur du World Exhibition Championship, vainqueur du Astaire Award pour Best Dancing on Broadway dans la comédie musicale Grand Hotel, ainsi que le gagnant du prestigieux Dance Magazine Award et des prix du Dance Educators of America et du National Dance Council of America pour sa contribution au monde de la danse.
Directeur des Outreach Program Dancing Classrooms de la compagnie dans les écoles publiques de New York, Pierre Dulaine compte actuellement 20 000 étudiants utilisant ses méthodes à travers les États-Unis. La plupart de ses étudiants se trouvent au centre de New York.
Pierre Dulaine, avec ce programme, a permis à 7 500 enfants d'apprendre la danse.
La vie de Pierre Dulaine a notamment inspiré le film Dance with Me (Take the Lead) en 2005 avec Antonio Banderas tenant son rôle. Ce film est réalisé par Liz Friedlander.
Son expérience dans sa ville natale de Jaffa, où il a fait danser ensemble des enfants juifs et arabes, fait l'objet du documentaire Dancing in Jaffa de Hilla Medalia, sorti en 2013.